# Арбайта
Арбайта (рос. Арбайта) — село Шебалінського району, Республіка Алтай Росії. Входить до складу Д'єктиєцького сільського поселення.
Населення — 34 особи (2015 рік).